# Муш
Муш (тур. Muş, арм. Մուշ, курд. Mûş) — город в Турции, столица одноимённой провинции.

## Этимология
Считается что название Муш происходит от армянского слова «Мшуш», что означает «туман» или «мгла». Согласно армянской традиции, языческая богиня Астхик имела привычку по вечерам спускаться с горы Гргур и купаться в реке. Местные смельчаки, узнав об этом, стали разводить костры на холмах, чтобы увидеть её красоту. Догадавшись об этом, Астхик стала напускать непроницаемую мглу. Поэтому город и весь район, где туманы — частое явление, стали называться Мшуш, что переходя из уст в уста, трансформировалось в Муш.

## История

### Великая Армения
Город Муш расположен в южной части Таронской (Мушской) равнины, у подножия хребта Армянский Тавр, на левом берегу реки Меграгет, притока Арацани. Позднейшая Мушская каза соответствовала, в основном, гавару Тарон провинции Туруберан Великой Армении. В начале 360-х гг. неподалёку от города Муш родился создатель армянского алфавита Месроп Маштоц.
В XI—XII веках в Муше правила отрасль династии Шах-Арменидов.
Анонимный персидский автор XIII века в своей работе «Чудеса мира» говорил о городе:

В Армении есть город Муш. Одну половину его населения составляют мусульмане, другую — неверные. Они необычайно красивой внешности.
…укреплённый город в Армении, цитадель [его] возведена из камня. Место это — труднодоступное, сельская округа находится на твердых камнях

После битвы при Малазгирте (Манцикерте) в 1071 г. Муш и окрестные территории захватили турки-сельджуки. В 1222 г. Джелал-эд-дин Хорезмский «разграбил страну вплоть до Муша и Шапалджура». Вскоре после него город Муш был разграблен монголами и перешёл в правление тюркских кланов Кара-Коюнлу и Ак-Коюнлу, а затем — к кызылбашской династии Сефевидов.

### Османский период
В 1495 году османы отвоевали Мушский регион у кызылбашей Сефевидов. Мушская каза (уезд), с центром в городе Муш, занимая большую часть Таронской (Мушской) равнины, долго была одним из густонаселенных районов Западной Армении. В начале XX века имела в своем составе свыше 200 населённых пунктов. В результате Османского владычества, проникновения кочевых курдских племен, национального и религиозного гнёта и жестокого насилия, значительная часть армянского населения вынуждено эмигрировала. В конце XVIII — начале XIX веков многие армянские сёла Мушского уезда совершенно опустели. После Русско-турецкой войны 1828—1829 годов значительное число местных армян, с согласия фельдмаршала Паскевича, переселилось в Восточную Армению, Алашкерт, Каракилису (совр. Ванадзор) и так далее. С 1830-х годов в оставленных армянами сёлах турецкое правительство стало поселять курдов, в результате чего национальный состав казы претерпел существенные изменения (большая часть этих населенных пунктов к началу XX века ещё сохраняла свои исторические наименования, имелись руины армянских церквей, кладбища). Тем не менее, в конце XIX — начале XX веков уезд оставался одной из наиболее густонаселённых армянами административных единиц. Армянское население составляло 60—65 % (86—100 тыс. человек).
В 1912 году 25 добровольцев из Муша приняли участие в Балканской войне против турок, пополнив ряды Македоно-одринского ополчения. В 1-2ю Лозенградскую дружину МОО вступили 21-летний Мушек Багдасарян и 20-летний Сандро Акопян.

#### Геноцид в Муше
Накануне Первой мировой войны в Муше проживало 12 450 армян, которые занимались в основном ремеслами и торговлей. Действовали 5 армянских церквей и 7 школ. После вступления Турции в войну армяне призывного возраста были сразу мобилизованы — и потому не смогли в дальнейшем защитить своих близких… По свидетельству немецкого чиновника, которого Первая мировая война застала в анатолийской области Муш, 
Ещё в конце октября 1914 года, когда для турок началась война, турецкие чиновники начали отбирать у армян всё, в чём турки нуждались для ведения войны. Их имущество, их деньги - всё было конфисковано. Позднее каждый турок мог войти в армянский магазин и взять то, в чём он нуждался или что хотел бы иметь.
 Установка младотурецкого триумвирата на геноцид армян была дана в шифрованной телеграмме Энвер-паши от 27 февраля 1915 г. В марте 1915 года начались погромы армянского населения Мушской казы. Конкретные меры по «окончательной ликвидации» армян были прописаны в секретной директиве Талаат-паши и Энвер-паши от 15 апреля 1915 г. С неё начался Геноцид армян в явной форме. В июне-июле 1915 года погромы в Мушской казе приобрели массовый характер. Все армянские сёла (общим числом 234) были разорены, их население вырезано. В некоторых местах (Муш, Канасар, Сурб Карапет, Шамб, отдельные села) армяне прибегли к стихийной самообороне, но потерпели неудачу из-за численного превосходства турецкой армии и малого количества боеприпасов. По данным Мушской епархии, из всего армянского населения 109 сёл спаслись и нашли прибежище в Восточной Армении едва 1500 человек. Варварски были уничтожены многочисленные памятники истории и культуры, в том числе: монастыри Аракелоц (Таргманчац), Св. Карапета, Св. Ованеса со своими богатыми хранилищами манускриптов. Избежавшим гибели армянским крестьянам удалось спасти Евангелие Св. Карапета (его пришлось разрезать надвое для транспортировки на двух конях), Мушский гомилиарий, резную дверь монастыря Аракелоц и т. д.
Резня армянского населения Муш началась после того, как окрестные сёла были уничтожены. Окружённые со всех сторон регулярными частями турецкой армии, армяне города Муша прибегли к самообороне (см.: Мушская самооборона), но из-за численного превосходства турок и нехватки боеприпасов, потерпели поражение и были почти полностью истреблены. От 400 до 700 человек сумели перейти в Сасун, где, однако, понесли новые потери. Избежавшие гибели 125 мушцев впоследствии нашли прибежище в Восточной Армении.
В 1916 г. территория Мушской Армении дважды освобождалась русскими войсками Кавказского фронта. 24 июля (6 августа) 1916 русские войска отступили из города. В боях с 7 по 10 августа на подступах к Мушу была разбита 7-я турецкая пехотная дивизия 16-го корпуса. 10 августа 1916 г. был возвращён Муш, а 14 августа группа генерала Воробьёва уже стояла на берегу Ефрата. Русскими войсками и армянскими добровольцами было взято 2200 пленных, 4 орудия и 3 пулемёта. Но 30 апреля 1917 г., уже после революции, Муш был снова захвачен турками.

## Галерея

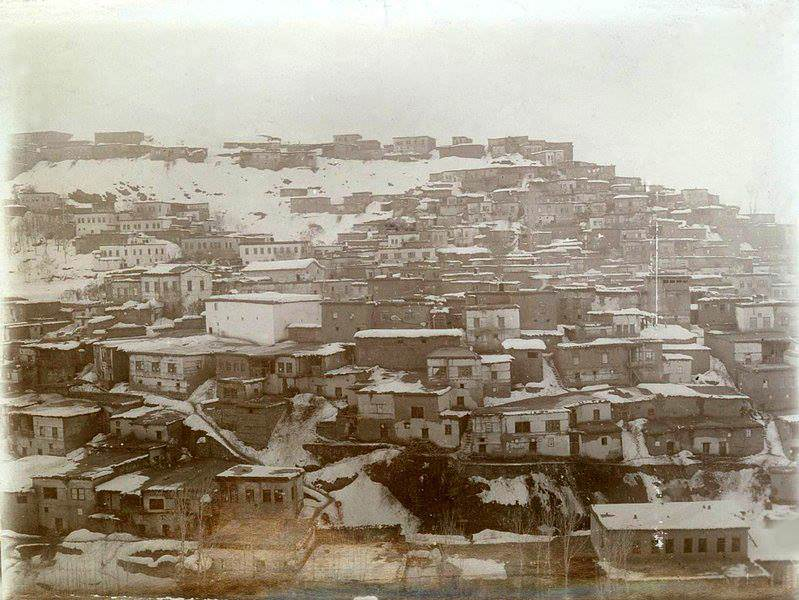
Муш в 1890-х

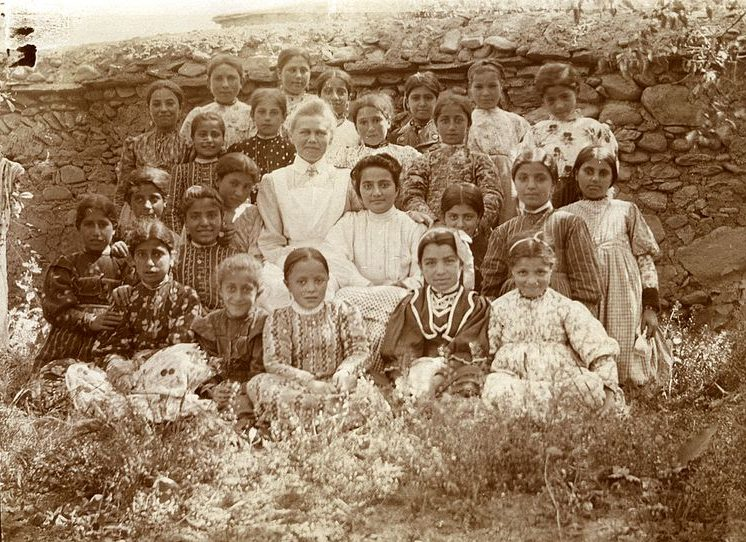
Армянские школьницы в Муше, их учителя и сестра Бодиль Бьерн

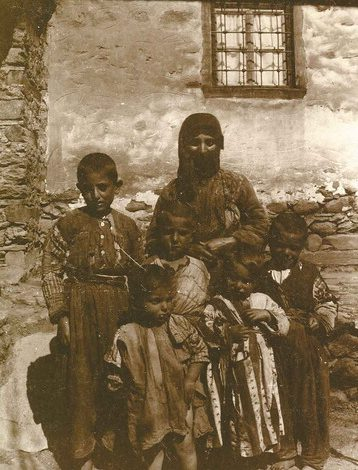
Хегин со своими пятью сыновьями

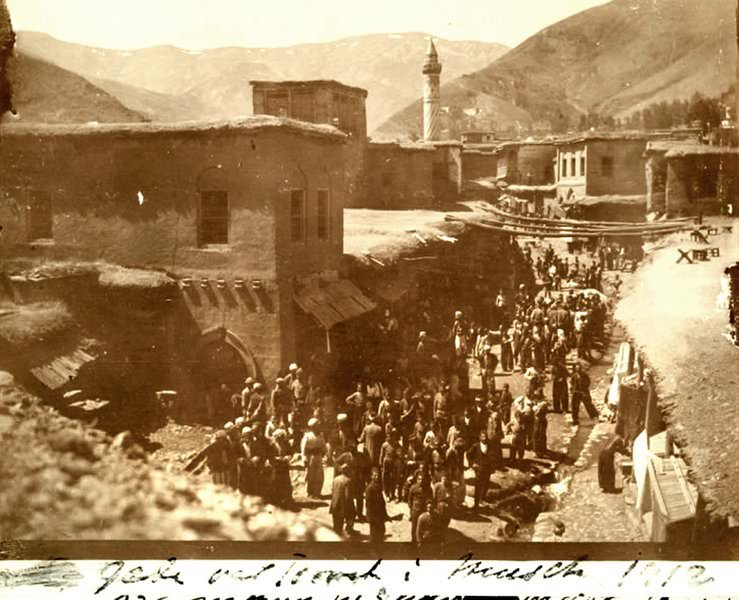
"Сцена из Муша" - Бодиль Бьерн

## Известные уроженцы
- Месроп Маштоц
- Степанос Аракел Мхитарян "Арабо"
- Грайр Джокх